# مجمع ثبات مالی
مجمع ثبات مالی (به انگلیسی: Financial Stability Forum یا FSF) در آوریل ۱۹۹۹ میلادی به منظور پیشبرد ثبات مالی بین‌المللی از طریق تبادل اطلاعات و همکاری بین‌المللی در زمینه نظارت و شناسایی مالی تأسیس شد. این مجمع مقامات ملی مسئول در زمینه ثبات مالی مراکز و نهادهای مالی بین‌المللی و گروه‌های تنظیم و نظارت بر مقررات بخشی و کارشناسان کمیته‌های بانک‌های مرکزی را به صورت منظم گرد هم می‌آورد. مجمع ثبات مالی به دنبال هماهنگ‌سازی کوشش‌های این نهادهای مختلف به منظور پیشبرد مالی بین‌المللی، بهبود عملکرد بازارها و کاهش یافتن ریسک سیستمی است. 